# 2016年美國眾議院選舉
2016年美国众议院选举（英語：United States House of Representatives elections, 2016）于2016年11月8日举行。选举改选了美国50个州全部共计435个国会选区的众议员。另外當日還會舉行總統和參議院選舉。
今次選舉共和黨延續從2010年的多數優勢從而獲得完全執政。

## 註解
1. ↑  以及6位美国众议院中的无投票权代表。